# Bir El Arch (distrito)
Bir El Arch é um distrito localizado na província de Sétif, Argélia.[carece de fontes?] Sua capital é a cidade de mesmo nome.

## Comunas
O distrito está dividido em quatro comunas:
- Bir El Arch
- Belaa
- El Ouldja
- Tachouda